# Sulphur Springs (hrabstwo Jefferson)
Sulphur Springs – jednostka osadnicza w Stanach Zjednoczonych, w stanie Arkansas, w hrabstwie Jefferson.